# Cascade de l'Erzenbach
La cascade de l'Erzenbach est une chute d'eau du massif des Vosges située sur la commune de Steinbach dans le Haut-Rhin.